# Ignazio Gnoffo
Ignazio Gnoffo (Palermo, 25 novembre 1961) è un ex calciatore italiano, di ruolo difensore.

## Carriera
In carriera ha totalizzato 85 presenze (e una rete) in Serie B con le maglie di Licata e Reggina.

## Palmarès
- Campionato italiano Serie C1: 1

Licata: 1987-1988
- Campionato italiano Serie C2: 1

Licata: 1984-1985